# Marlous Fluitsma
Maria Louise Clara Albertine (Marlous) Fluitsma (Zutphen, 12 december 1946) is een Nederlandse actrice en presentatrice.

## Leven en werk
Fluitsma groeide op in Nijmegen, waar haar vader leraar was. Na haar studie aan de Toneelacademie in Maastricht waar ze in 1969 slaagde, speelde ze achtereenvolgens bij het Groot Limburgs Toneel, de Haagse Comedie en de Stichting Harlekijn Toneel. Haar bekendheid nam toe door de tv-serie Pleisterkade 17 waarin zij de jongste dochter speelde. En ze was zichzelf in de muzikale kinderserie "Herman en de zes" uitgezonden door de KRO (1980/1982).
Ook speelde zij rollen in de films Uit elkaar (1979) en Ik ben Joep Meloen (1981), en de televisieseries Pommetje Horlepiep (1976) en De Fabriek (1981).
Op 19 april 1980 presenteerde Fluitsma het Eurovisiesongfestival in het Congresgebouw in Den Haag.
Van oktober 1990 tot eind 1991 speelde Fluitsma de rol van Helen Helmink in de televisieserie Goede tijden, slechte tijden. Toen zij aangaf meer tijd aan haar gezin te willen besteden, werd haar rol overgenomen door Brûni Heinke. Het was voor het eerst dat een dergelijke gedaantewisseling in een dagelijkse Nederlandse televisieproductie plaatsvond. Fluitsma was daarnaast te zien als Eliza Zadelhof in de dramaserie Diamant (1993). Fluitsma speelde tevens in de televisieserie Ernstige Delicten. Ze is actief als trainer presentatie- en communicatievaardigheden.
Fluitsma spreekt nog steeds reclameboodschappen in voor onder meer trapliften en CBB (voor slechtlezenden).

## Privé
Uit haar eerdere huwelijk met Herman van Veen heeft zij twee kinderen, onder wie Anne van Veen.

## Theater
- 1969 La Mandragola
- 1971 Driekoningenavond
- 1973 De Spinse
- 1976 Jukebox 2008
- 1977 Mooie Helena
- 1985 Een Vos
- 1992 Gesprekken na een begrafenis
- 1993 Het misverstand
- 1995 Arcadia

## Filmografie

### Film
- 1976 Alle dagen feest
- 1979 Uit elkaar
- 1981 Ik ben Joep Meloen
- 1981 Te gek om los te lopen
- 1982 Knokken voor twee
- 1984 Overvallers in de dierentuin
- 1985 De prooi

### Televisie
- 1975 Eenentwintig van een Kwartje NOT
- 1975 Klaverweide VARA
- 1975 Pleisterkade 17 KRO
- 1976 Pommetje Horlepiep NCRV
- 1977/1979 De wonderlijke avonturen van Herman van Veen (Die seltsamen Abenteuer des Herman van Veen) Das Erste / KRO
- 1978-1980,1985,1988 Klassewerk KRO
- 1980 Herman en de Zes KRO
- 1980 Eurovisie Songfestival NOS
- 1980 Lessen in de liefde TROS
- 1981 De Fabriek TROS
- 1981 Ontmoetingen KRO
- 1987 Maya en An IKON
- 1987 Moordspel TROS
- 1988 Medisch Centrum West
- 1989 Prettig geregeld NCRV
- 1990-1991 Goede tijden, slechte tijden RTL
- 1993 Diamant RTL
- 2002 Ernstige Delicten VARA
- 2022 Peperbollen seizoen 18, afl. 1: Nederlandse stem van Amisha[1]
- 2024 Monsters at Work seizoen 2: Nederlandse stem van Oma Knauwtand